# Teratosphaeria stellenboschiana
Teratosphaeria stellenboschiana är en svampart som först beskrevs av Crous, och fick sitt nu gällande namn av Crous 2009. Teratosphaeria stellenboschiana ingår i släktet Teratosphaeria och familjen Teratosphaeriaceae.   Inga underarter finns listade i Catalogue of Life.